# Simfonia núm. 8 (Beethoven)
La Simfonia núm. 8 en fa major, op. 93, és una simfonia en quatre moviments composta per Ludwig van Beethoven el 1812. Va ser començada vers el final de 1811 i acabada a l'octubre de 1812. La seva estrena es realitzà sota la direcció del compositor el 27 de febrer de 1814, a Viena.
Beethoven s'hi referia afectuosament com "la meva petita simfonia en fa", distingint-la de la seva Sisena simfonia, una obra més llarga també en fa.
La Vuitena Simfonia és generalment alegre, tot i que no superficial, i en molts moments és sorollosa, amb nombroses notes accentuades. Diversos passatges de la simfonia són percebuts per alguns oients com a bromes musicals. Igual que amb altres obres de Beethoven, com les sonates per a piano op. 27 i la posterior Novena Simfonia, la simfonia s'allunya de la tradició clàssica i fa que l'últim moviment sigui el més pesat dels quatre.

## Composició, estrena i recepció
L'obra es va iniciar l'estiu de 1812, immediatament després de la finalització de la Setena Simfonia. Aleshores Beethoven tenia 41 anys. Segons Antony Hopkins, l'estat d'ànim de l'obra no delata res dels fets que estaven passant en la vida de Beethoven en aquell moment, que van implicar la seva ingerència en les relacions romàntiques del seu germà Johann. Beethoven va trigar només quatre mesos a completar l'obra i, a diferència de moltes de les seves obres, no té dedicació.
L'estrena va tenir lloc el 27 de febrer de 1814, en un concert a la Redoutensaal de Viena, on també es va tocar la Setena Simfonia (que s'havia estrenat dos mesos abans). Beethoven era cada cop més sord en aquell moment, però tanmateix va insistir a liderar l'estrena. Segons s'informa, "l'orquestra va ignorar en gran part els seus gestos desagradables i va seguir al violinista principal".
Quan el seu alumne Carl Czerny li va preguntar per què la Vuitena era menys popular que la Setena, es diu que Beethoven va respondre: "perquè la vuitena és molt millor". Un crític va escriure que "els aplaudiments que va rebre no anaven acompanyats d'aquell entusiasme que distingeix una obra que fa delícia universal; en definitiva —com diuen els italians— no va crear furor". Segons Czerny, Beethoven es va enfadar per aquesta recepció. George Bernard Shaw, en la seva qualitat de crític musical, va estar d'acord amb la valoració de Beethoven de l'obra, escrivint que "En tots els aspectes més subtils, la Vuitena és millor [que la Setena]". Més recentment, Jan Swafford ha descrit la Vuitena com "una bella, breu i irònica mirada enrere a Haydn i Mozart". Martin Geck ha comentat l'autenticitat de la Vuitena, assenyalant que conté "tots els distintius rellevants, inclosa l'escriptura motívica i temàtica notable per la seva planificació avançada, contrapunt desafiant, ritmes creuats furiosos, canvis sobtats de piano a forte, i episodis idíl·lics i fins i tot himnes”.

## Forma
1. Allegro vivace e con brio (fa major)
2. Allegretto scherzando (si ♭ major)
3. Tempo di menuetto (fa major)
4. Allegro vivace (fa major)

La simfonia està escrita per a 2 flautes, 2 oboès, 2 clarinets en si ♭, 2 fagots, 2 trompes en fa (en si ♭ baix per al segon moviment), 2 trompetes en fa, timbales i cordes.
Té una durada aproximada de 26 minuts.

### Primer moviment
Aquest moviment està en la tonalitat inicial de fa major i és en un temps de 3/4. Com amb la majoria dels primers moviments de Beethoven d'aquest període, està escrit en forma sonata, inclosa una coda força substancial. Hopkins va observar que el moviment és una mica inusual entre les obres de Beethoven, ja que arriba al seu clímax dramàtic no durant la secció de desenvolupament, sinó a l'inici de la recapitulació. Els compassos finals del desenvolupament formen un enorme crescendo i el retorn dels compassos inicials està marcat fff (fortississimo, és a dir, extremadament fort), que rarament apareix a les obres de Beethoven, però té precedents a la Sisena i a la Setena simfonia. Això s'equilibra ambels compassos de tancament silencioses del moviment.
El tema inicial consta de tres seccions de quatre compassos cadascuna, amb el patró forte–piano–forte. A l'inici de la recapitulació, el tema es fa més emfàtic ometent els quatre compassos centrals.
Segons el musicòleg holandès Cees Nieuwenhuizen, Beethoven podria haver imaginat originalment aquest moviment com un primer moviment de concert per a piano.

### Segon moviment
Hi ha una creença molt estesa que aquest moviment és una paròdia afectuosa del metrònom, que havia estat inventat recentment (o més exactament, simplement millorat) per l'amic de Beethoven, Johann Maelzel. Concretament, la creença era que el moviment es basava en un cànon anomenat "Ta ta ta... Lieber Maelzel", WoO 162, que es deia que va ser improvisat en un sopar en honor de Maelzel el 1812. No obstant això, no hi ha proves que corroborin aquesta història i és probable que WoO 162 no va ser escrit per Beethoven sinó que va ser construït després del fet per Anton Schindler. Una inspiració més probable va ser la paròdia rítmica similar de la Simfonia "Rellotge" de Joseph Haydn.
El moviment comença amb acords de staccato parells en notes 16 (semicorxeres) tocats pels instruments de vent, i un ritme bàsic de 16 notes continua constantment a través de la peça.
La tonalitat és si ♭ major, el subdominant de fa, i l'organització és el que Charles Rosen ha anomenat "forma sonata de moviment lent"; és a dir, al final de l'exposició no hi ha cap apartat de desenvolupament, sinó només una simple modulació de tornada a si ♭ per a la recapitulació.
El segon tema inclou un motiu de seixanta-quatre notes molt ràpides. Aquest motiu és interpretat per tota l'orquestra al final de la coda.

### Tercer moviment
L'estil del minuet de Beethoven no s'acosta especialment als seus predecessors del segle XVIII, ja que conserva un ritme bastant groller i fort; com ara després de l'alegria inicial, Beethoven posa la indicació dinàmica sforzando (sf  en cadascun dels cinc cops següents. Això fa que el minuet s'apropi estilísticament als altres moviments de la simfonia, que també es basen sovint en accents de bon humor i contundents.
El minuet està escrit en forma ternària, amb una secció de trio contrastada que conté solos apreciats per a trompes i clarinet. Ígor Stravinski va elogiar el "pensament instrumental incomparable" mostrat a l'orquestració de Beethoven de la secció del trio.

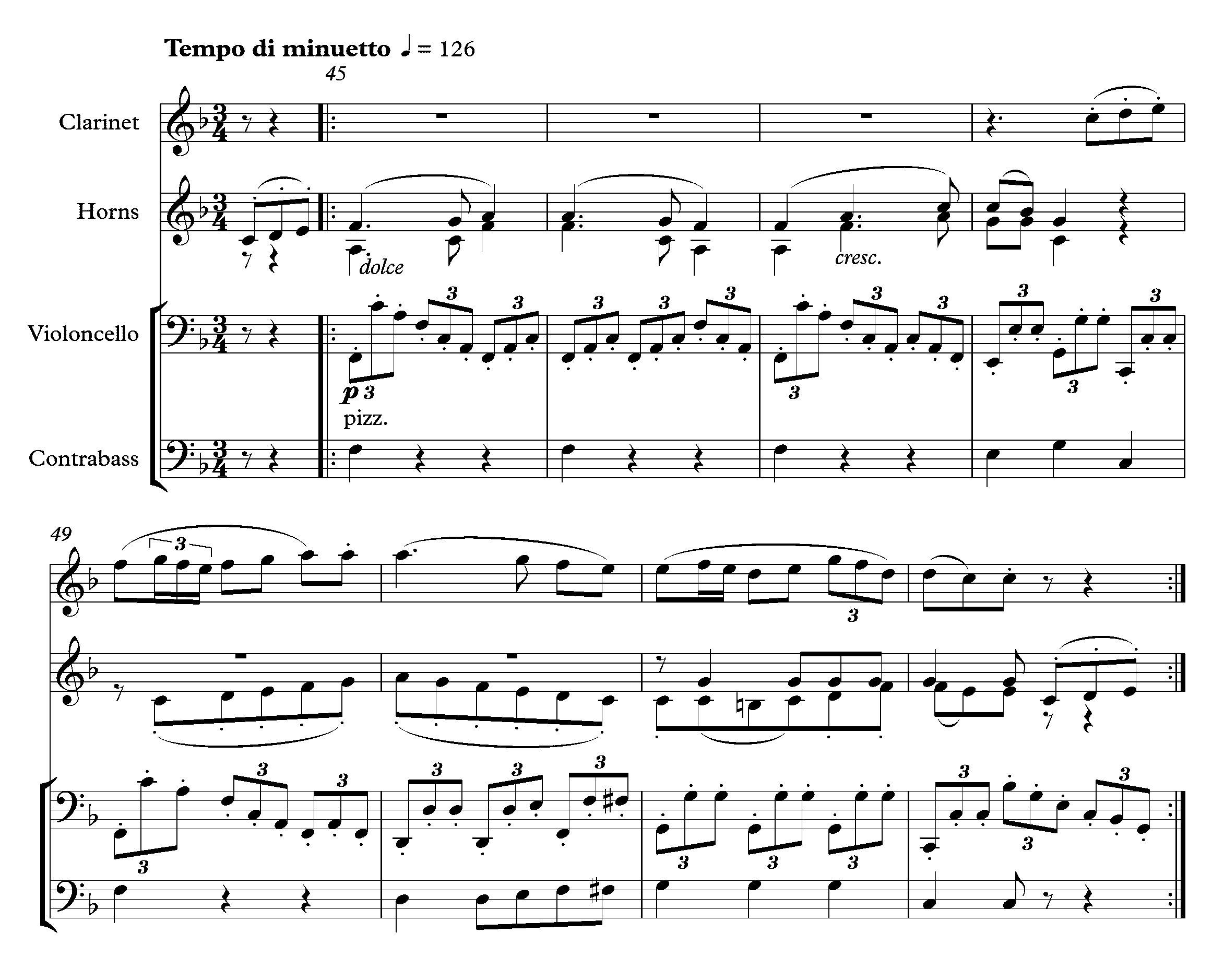
3r moviment (trio) compassos 45–52

### Quart moviment
El moviment més substancial de la simfonia, el finale és en forma sonata rondó amb un tempo ràpid. La marca del metrònom subministrada pel mateix Beethoven és una nota sencera = 84. Aquest és el primer moviment simfònic en què els timbals s'afinen en octaves, presagiant l'afinació d'octava-fa similar en l'scherzo de la Novena Simfonia. Hopkins va citar tot el tema d'obertura del finale "per emfatitzar la indignant impropietat de l'últim do sostingut rugit":
| \version "2.14.1" \layout { #(layout-set-staff-size 16) } \relative c'' { \new Staff { \tempo "Allegro vivace" 1 = 84 \key f \major \time 2/2 \partial 2 \tuplet 3/2 { a8\pp[ a a] } \tuplet 3/2 { a[ a a] } \repeat unfold 3 { a( bes) g4-. } \repeat unfold 2 { \tuplet 3/2 { bes8[ bes bes] } } \repeat unfold 3 { bes( c) a4-. } f' r8 e \break e4( d) d' r8 c c4( bes) bes-. a-. g-. fis-. g-. a-. bes-. g-. a-. f!-. e-. c'-. g,,-. g''-. \break c,-. r \repeat unfold 2 { \tuplet 3/2 { d8[ d d] } } d( e) c4-. \repeat unfold 2 { \tuplet 3/2 { d,8[ d d] } } d( e) c4-. \repeat unfold 2 { \tuplet 3/2 { d'8[ d d] } } d( e) c4-. b8( c) g4-. f8( g) e4-. d8( e) c4-. \repeat unfold 2 { d8( e) c4-. r2 } d8( e) c4-. cis2~\ff cis \bar "\|" } } |
| |

"Tot el que la precedeix és tan delicat en textura, tan àgil i lleuger". Donald Tovey cita la intrusió brusca del do sostingut com un exemple dels "efectes harmònics de llarga distància" de Beethoven. Aquesta nota "intrusa" acaba revelant-se com un element arquitectònic essencial en l'estructura del moviment en el seu conjunt. El material d'obertura reapareix tres vegades: a l'inici de la secció de desenvolupament, a l'inici de la recapitulació i aproximadament a la meitat de la coda. Com en el primer moviment, el pas al segon tema adopta primer la tecla "equivocada", després passa a la tonalitat normal (exposició: dominant, recapitulació: tònica) després d'uns quants compassos.
La coda és una de les més elaborades de totes les obres de Beethoven. Hopkins la va anomenar "magnífica" i suggereix que és massa substancial per ser referida amb el terme "coda". Conté dos esdeveniments especialment cridaners. El fort i sorprenent do ♯ de l'obertura finalment rep una "explicació": "I ara sembla que Beethoven ha mantingut aquesta nota en reserva, per tal de colpejar la porta d'una tonalitat immensament llunyana. Llavors, el tema irromp, en fa sostingut menor⁣".
| \version "2.14.1" \layout { #(layout-set-staff-size 16) } \relative c' { \new Staff { \override Score.BarNumber.break-visibility = ##(#f #f #t) \set Score.currentBarNumber = #370 \bar "" \tempo 1 = 80 \key f \major \time 2/2 d8\p( e) c4-. r2 d8( e) c4-. r2 d8( e) c4-. des2\ff~ des2 \tuplet 3/2 { f8\p[ f f] } \tuplet 3/2 { f[ f f] } f ges es4-. cis2\ff~ \break cis? \tuplet 3/2 { e!8\p[ e e] } \tuplet 3/2 { e[ e e] } e fis dis4-. cis2\ff~ cis cis~ cis cis~ cis \repeat unfold 2 {\tuplet 3/2 { a''8[ a a] } } \bar "\|\|" \break \key d \major a( b) gis4-. a8( b) gis4-. a8( b) gis4-. } } |
| |

Uns quants compassos més tard, hi ha una modulació impressionant en la qual aquesta tonalitat és "martellejada" per un semitò, arribant instantàniament a la tonalitat inicial de fa major.
| \version "2.14.1" \layout { #(layout-set-staff-size 16) } \relative c'' { \new GrandStaff << \new Staff { \override Score.BarNumber.break-visibility = ##(#f #t #t) \key d \major \time 2/2 \partial 4 a'4-. \set Score.currentBarNumber = #386 gis-. fis-. gis-. a-. \override Score.BarNumber.break-visibility = ##(#f #f #t) b-. gis-. a-. fis-. gis-. fis-. gis-. a-. b-. gis-. a-. fis-. \break gis-. fis-. gis-. a-. b-. gis-. a-. f-. \bar "\|\|" \key f \major g-. f-. g-. a-. \repeat unfold 2 { bes-. g-. a-. f-. } } \new Staff { \clef bass \key d \major fis,4-. \repeat unfold 2 { b,-. a-. b-. cis-. d-. eis-. fis-. a,-. } b-. a-. b-. cis-. d-. f-. f-. a,-. \key f \major bes-. a-. bes-. c-. d-. f-. f-. a,-. d,-. e-. f-. a-. } >> } |
| |

La simfonia acaba amb un passatge molt llarg d'harmonia tònica forta. Txaikovski va anomenar aquest moviment "Una de les grans obres mestres simfòniques de Beethoven".